# 马卡鲁峰
马卡鲁峰（羅馬化：Makālu）位于中国与尼泊尔边境、珠穆朗玛峰东南约24千米，海拔8,463米，是世界第五高峰。
马卡鲁峰有两个著名的卫峰。康琼泽（Kangchungtse），也称为马卡鲁Ⅱ峰（Makalu II），海拔7,678米，位于主峰以北偏西约三公里处。另一座是珠穆隆索峰，海拔7,804米，位于主峰以北偏东约五公里处，隔着一片宽广的高源与康琼泽相连，两峰之间由一条海拔7,200米的狭窄山鞍相接。